# Vor tids Nero
Vor tids Nero er en amerikansk stumfilm fra 1920 af B.A. Rolfe.

## Medvirkende
- Anders Randolf som Turnerius
- Edmund Lowe som Gordion / Gordon Turner
- Gustav von Seyffertitz som Grimaldo / John Grimm
- Raye Dean som Laurentia / Laura Grimm
- Evan Burroughs Fontaine som Nerissa / Ninon
- Blanche Davenport som Mrs. Grimm
- Faire Binney som Patsy